# Estácio Borges da Silva Matos
Estácio Borges da Silva Matos (Laguna,  – Curitibanos, ) foi um político brasileiro.
Filho de Zeferino da Silva Matos e de Lodovina Matos.
Foi deputado à Assembleia Legislativa Provincial de Santa Catarina na 24ª legislatura (1882 — 1883).
Suicidou-se com um tiro na cabeça.